# La flaqueza del bolchevique (pel·lícula)
La flaqueza del bolchevique és una pel·lícula espanyola del 2003 dirigida per Manuel Martín Cuenca. És protagonitzada per Luis Tosar, María Valverde i Mar Regueras. Està basada en el llibre La flaqueza del bolchevique de Lorenzo Silva publicat l'any 1997, finalista del Premi Nadal. L'any 2015 al Teatro Lara, (Madrid) es creà La flaqueza del bolchevique, a partir de l'adaptació de la pel·lícula (basada en la novel·la), ara obra teatral.

## Argument
Pablo López (Luis Tosar) és un home d'allò més normal. Amb trenta i pocs anys, treballa en un banc d'inversions i està fart de tot. Un dilluns al matí, en un embús de tràfic, el seu cotxe s'estampa contra el descapotable d'una noia fatxenda de Madrid i es crea un aldarull. Ella l'insulta i el posa en un embolic amb la policia i l'asseguradora del cotxe. Pablo per divertir-se, decideix fer-li la vida impossible. Un dia, Pablo es topa amb María (María Valverde), la germana petita de la noia fatxenda amb què s'havia trobat dies enrere. Des d'aquell dia la seva vida fa un gir complet, torna a trobar sentit a les coses, però ara que tot torna a tenir sentit, sent que no és convenient enamorar-se d'una noia de quinze anys.

## Repartiment
El repartiment es mostra a la taula que hi ha a continuació:
| Actor                | Personatge  |
| -------------------- | ----------- |
| Luis Tosar           | Pablo López |
| María Valverde       | María       |
| Mar Regueras         | Sonsoles    |
| Nathalie Poza        | Eva         |
| Manolo Solo          | Francisco   |
| Rubén Ochandiano     | Manu        |
| Jordi Dauder         | Alfredo     |
| Enriqueta Caballeira | Dolores     |
| Yolanda Serrano      | Alba        |

## Banda sonora
Inclou tres cançons del disc Yo, minoría absoluta del grup de música Extremoduro què són "Puta", "A fuego" i "Standby".

## Premis
- Secció oficial Zabaltegui del 51º Festival de Cinema de Sant Sebastià
- Millor actriu revelació per a María Valverde a la XVIII Premis Goya.
- Medalles del Cercle d'Escriptors Cinematogràfics: Millor actor a Luis Tosar; Premi revelació a María Valverde.[6]
- Premi del públic al Festival Internacional de Cine d'Angers (França)